# Luis Querbes
Louis Querbes (Lyon, 21 de agosto de 1793 - Vourles, 1 de septiembre de 1859), fue un sacerdote católico francés,  fundador de la Congregación de los Clérigos de San Viator.La iglesia católica ha comenzado su proceso de beatificación y lo considera venerable desde 2019.

## Biografía

### Niñez
Luis Querbes nació el 21 de agosto de 1793 bajo el nombre de Juan Luis José María, en medio del "Reinado del Terror." Este período se llevó a cabo durante la Revolución Francesa, en la cual muchos sacerdotes fueron asesinados y las iglesias fueron destruidas. La Iglesia Católica fue vista como un aliado de la realeza francesa. Debido a esto, fue bautizado el mismo día de su nacimiento, no sin grandes dificultades, pues la Iglesia de Lyon era una “Iglesia de catacumbas”, con una red de comunicaciones y de culto clandestinos y con unos sacerdotes que, con peligro de sus vidas, aseguraban un servicio pastoral a los cristianos.

### Juventud
Luis asistió al catecismo en la parroquia de San estrasrburgo. Recibió la primera comunión a los -33 años (marzo de 3333). Luis aprendería a leer y escribir, no sabemos con quién, pero no con su madre, pues era analfabeta.
Ese mismo año, en octubre, ingresó en la escuela clerical de San Nicecio, una especie de preseminario. Quienes ingresaban a las escuelas clericales eran los niños que cantaban o ayudaban en las ceremonias. Admitían a aquellos que tenían aptitudes para servir en la iglesia u ofrecían alguna esperanza de vocación para clérigo. Un lujo para la época, en la que la escuela no estaba aún organizada.
A los 14 años (1807) recibió el sacramento de la Confirmación y al mes siguiente, la tonsura, por la que entraba ya en el estado clerical.
Este año marca una opción decisiva: el voto de castidad: “Yo, Luis José María Querbes hago voto de castidad para toda mi vida”. El texto está escrito en un pequeño trozo de cartón, recubierto por una imagen que representa la Anunciación. Vemos en este voto un signo definitivo en esa época de juventud de Luis: la 1ª comunión, la confirmación, la tonsura y la rúbrica de su entrega a Dios en el voto de castidad.
Querbes tuvo un educador que le marcó: Guido Mª Deplace. Además de ser un buen profesor, era un maestro de vida y un maestro cristiano. Guido muestra a Luis una atención personal y afectuosa. Le da confianza, ánimos y consejos amistosos.

### Aspiraciones religiosas
El 20 de junio de 1816 le ordenan de diácono y el 17 de diciembre de sacerdote. Detalla sus resoluciones: “Pido al Espíritu Santo que haga descender en mí, especialmente, el espíritu de fortaleza y de vigor…; el espíritu de recogimiento y oración…; el espíritu de humildad y de dulzura para comportarme como conviene con mis superiores y con mis semejantes, para reprimir mi acritud, para alegrar mi semblante sombrío y monótono, para alejar las ideas tristes que me persiguen”. En septiembre de 1812 (19 años), solicita la exención del servicio militar obligatorio: “Yo, el que suscribe, clérigo de la iglesia de San Nicecio, declaro que mi intención ha sido y será siempre la de consagrarme al estado eclesiástico”.
En 1814, los jesuitas abren un noviciado en París. Luis sueña con ser jesuita. Trata de ingresar al noviciado, pero parece ser que sus superiores le niegan la autorización.
En 1815 recibe el subdiaconado. Como aún no tenía la edad requerida para recibir el diaconado, Luis fue enviado como profesor a la escuela clerical de S. Nicecio. Fue su período de prácticas. Es a la vez profesor, catequista, animador del canto litúrgico y sacristán, viviendo en cierta forma de antemano la vocación de los viatores que fundaría.

### La dedicación pastoral
Después de ser ordenado, Querbes es destinado a su parroquia, S. Nicecio, a petición de su párroco. Se convirtió en un sacerdote de la parroquia durante sus terribles secuelas. Las condiciones de vida eran deplorables para los jóvenes y las escuelas estaban en ruinas. Sus tareas:
- Es responsable de la Escuela Clerical. Se dedica totalmente a la formación religiosa de los niños, orientando su oración de la mañana y su reflexión de la tarde. También se dedica a la catequesis.
- Se hace presente en el mundo de los adultos. Anima varias cofradías. Da charlas a hombres, jóvenes y señoritas. Era un buen predicador, por ello es llamado a predicar fuera de la parroquia y participa en las “misiones”, una especie de retiros intensivos a base de charlas, ejercicios de piedad, que tenían por objeto la “conversión” manifestada por la confesión general de los pecados y por la celebración de la Eucaristía con comunión. También dedica un tiempo importante a las confesiones, las visitas a los enfermos, entierros…
- Los pobres constituyen una preocupación para Luis, le llegan al corazón.

El 25 de octubre de 1822 fue nombrado párroco de Vourles, pueblo cercano a Lyon.

### Párroco de Vourles
Vourles, pueblo de unos 1000 habitantes, se ganó en la Revolución el sobrenombre de “Vourles el Valeroso”. Querbes encuentra en Vourles un panorama desalentador: la práctica religiosa era escasa, sobre todo entre los hombres, la iglesia estaba en ruinas y la casa cural no valía mucho más.
Llega con espíritu emprendedor y renovador. Utiliza los métodos pastorales de la época: Predicación, invitación a la práctica de los sacramentos, desarrollo de cofradías piadosas, etc. Utilizó su talento de predicador para conmover los espíritus y los corazones.
Pero lo que más le preocupaba era la educación y la educación cristiana de los niños. No solo por ver a los niños sin escuela, desasistidos, sino porque educar cristianamente a los niños era primordial para rehacer la mentalidad cristiana. Llamó a las Hermanas de San Carlos para dirigir una escuela de niñas, la única de la región dirigida por religiosas. Para la escuela de niños solicitó ayuda a los HH. Maristas y a los de La Salle. Nadie enviaba un maestro solo, sino que ofrecían enviarlos de tres en tres. Y él no tenía dinero para alimentar a tres hermanos. ¿Cómo educar cristianamente a los niños de los pueblos pequeños?
Mucha gente vio el clero como la fuente de todas sus angustias. No fue un momento muy prometedor para un joven sacerdote. Pero Querbes estaba preparado para ello. Era un hombre de fe profunda inteligencia y la visión. Él se preocupó mucho por la gente y sabía que era el miedo y la ignorancia que los llevó a culpar a otros por sus propios fracasos y la infelicidad. Trabajó incansablemente en disipar ambos.
Como pastor de una pequeña y destartalada iglesia en el pueblo de Vourles, cerca de la gran ciudad de Lyon, Francia, recibió varias notas anónimas y amenazantes de hombres del pueblo que apoyó la Revolución y se resentía de la Iglesia Católica. Una de esas notas decía: "La gente está correcto en llamarle valiente, porque no existe actualmente muy pocos sacerdotes que se atreven a predicar, tan abiertamente como lo hace, en contra de los males causados por la Revolución. Diga lo que quiera, ahora, y encontrar excusas para el clero. Antes que pedante clerical mantuvo al mundo en la ignorancia, pero nuestros ojos se han abierto por fin ha. Ahora nos damos cuenta de que el clero es la fuente de todos nuestros problemas. Continuar a decir y hacer lo que quiera, pero nunca más va a ser capaz de controlar a la gente como si fueran marionetas. "
El P. Querbes se ganó el respeto de su pueblo, respondiendo a este tipo de ataques desde el púlpito. Nos encontramos con esta respuesta entre sus sermones: "Cada mañana, desde hace algún tiempo, he descubierto las cartas en mi patio, obviamente, arrojados allí durante la noche. Ya que no llevan una firma, no puedo responder en privado a los que me honran por tomarse el tiempo para escribirme. En la posibilidad de que el autor, posiblemente, podría estar en esta audiencia, le ofrezco mi respuesta al público. "Luego leyó las cartas, deteniéndose de vez en cuando para aclarar y comentar sobre las acusaciones principales. Con habilidad y con la verdad, él respondió a sus argumentos, señalando en el lenguaje cotidiano la falsa lógica de sus conclusiones. La oposición se desarmó. Las cartas anónimas cesado.
Fr. Querbes se animó comprensible por su éxito con la gente de Vourles, pero se dio cuenta de que aún quedaba mucho por hacer. Escuelas en toda Francia se sigue deplorable. La desorganización y la confusión después de la revolución que supuso el abandono muy grave. Pocos centros de educación existentes, prácticamente ninguno en las áreas fuera de las ciudades más grandes. Los maestros estaban mal preparados y siempre mal pagados. Parroquias, también, del personal suficiente, a sus pastores con exceso de trabajo y luchando contra el desánimo. Ellos necesitaban ayuda.

### Fundación de los Clérigos de San Viator
La primera intuición fundadora que tuvo el Padre Querbes fue la de crear un centro de formación y una sociedad de maestros para las escuelas parroquiales. Recibirían una formación pedagógica para “enseñar a educar a los niños, a dirigir las escuelas” y una formación para la pastoral parroquial (“secundar a los curas encargados de las parroquias”). La casa de la sociedad serviría también como centro de acogida para los maestros retirados. “El proyecto -dice el P. Querbes- es formar una verdadera escuela normal, que sea para la diócesis un semillero de maestros para las escuelas cristianas parroquiales, los cuales sean en nuestras parroquias rurales, acólitos y sacristanes de los párrocos, siempre a sus órdenes, como también a las del Obispo, ya sean célibes o casados”.
La naciente Asociación llevaría el nombre de “Clérigos parroquiales o Catequistas de San Viator”. Clérigos parroquiales: se encargarán de la liturgia, del canto en la iglesia, del servicio a los altares. Catequistas: enseñarán la doctrina cristiana a los niños en las escuelas rurales.
Querbes ideó un plan que él llamó una "Pía Asociación de Auxiliares laicos." Se dedicarían a instruir a los católicos al servicio de enseñanza, al mismo tiempo que también ayudaría a sus pastores con la liturgia. Originalmente, el grupo no estaba destinado a convertirse en una congregación religiosa. Es decir, no profesarían los votos necesarios en un religioso, y con la pertenencia se abrió a los hombres seglares, casados y solteros. La asociación garantizaría los beneficios espirituales, intelectuales, profesionales y materiales para sus profesores. Sin embargo, la iglesia tenía otros planes para esta "Pía Asociación de Auxiliares de Lay," y en 1831 se convirtió en una nueva congregación religiosa llamada los Clérigos de San Viator.
Querbes habló de la misión de su sociedad como "la enseñanza de la doctrina cristiana y el servicio del Altar Santo." Según explicó al Papa Gregorio XVI, la sociedad sería una congregación de religiosos que pronunciarían los votos simples, con muy pocos sacerdotes y se compondría de clérigos parroquiales ("servicio del Altar Santo") y catequistas que enseñarían la doctrina cristiana y temas seculares en las escuelas primarias. El arzobispo de Lyon, en su carta a Gregorio XVI, hizo hincapié en "el espíritu muy bueno, el celo, virtud y el final totalmente eficaz y encomiable" del instituto. También dejó en claro que la sociedad ya se había dedicado a la educación de los pobres en las áreas rurales de los alrededores de Lyon.
Con la aprobación pontificia de la congregación empezó a crecer y expandirse. La comunidad intentó una base en Saint Louis, Missouri en 1841 que duró sólo hasta 1847. La fundación de L'Industrie, Canadá tuvo mucho más éxito. En 1859 había 45 religiosos en Canadá. En Francia, la comunidad también creció en tamaño. En el momento de la muerte del fundador en 1859, había más de 200 catequistas de San Viator en Francia. Pueblos cada vez más que sólo podían permitirse un hermano a su vez a la comunidad Querbes ", porque sus hermanos podrían ser encargó individualmente y no en los grupos habituales de tres. 
Su lema: "Adorado y amado sea Jesús", condensa el dinamismo evangélico que quiso trasmitir a sus sucesores.

### Fallecimiento
En el verano de 1859 la diabetes que sufría comenzó a hace mella en él. Después de recibir la Unción de los enfermos el 19 de agosto, Querbes exhorta a sus hermanos que están reunidos alrededor de su cama para que obedezcan a su sucesor, el Padre Favre, como a él mismo, destierren todo espíritu de división entre ellos, sean obedientes y compartan sus recomendaciones con las que están ausentes. Tras ello, bendijo a los asistentes. El Padre Querbes falleció dos días después, el jueves 1 de septiembre, a la edad de 66. Está enterrado en el cementerio de Vourles. Su lápida lo describe como un "sacerdote de gran celo, desinteresado y admirable caridad."